# For the Cause of Suffrage
For the Cause of Suffrage és una pel·lícula de comèdia muda de 1909. És protagonitzada per Francis Ford. Va ser produït per Gaston Méliès i amb drets d'autor de Georges Méliès.

## Argument
El senyor Duff es vesteix de dona i s'infiltra en una reunió de sufragi femení.